# فيلكس تور
فيلكس تور (1311 - 1401 هـ / 1893 - 1981 م) هو مستشرق تشيكي.
اشتهر بترجمة لكتاب ألف ليلة وليلة.